# Majasari (Sliyeg)
Majasari is een bestuurslaag in het regentschap Indramayu van de provincie West-Java, Indonesië. Majasari telt 2795 inwoners (volkstelling 2010).